# جريجوري بيتسون
كان جريجوري بيتسون (من 9 مايو 1904 إلى 4 يوليو 1980) عالم أنثروبولوجيا وعالمًا اجتماعيًا ولغويًا وعالمًا أنثروبولوجيا بصريًا، وتقاطع عمله مع العديد من المجالات الأخرى. تشمل كتاباته «خطوات نحو بيئة عقلية» (1972) والعقل والطبيعة (1979).
في بالو ألتو، كاليفورنيا، طور بيتسون وزملاؤه نظرية الارتباط المزدوج للفصام.
يشكل اهتمام بيتسون بنظرية النظم خيطًا يمتد خلال عمله. كان أحد الأعضاء الأصليين في المجموعة الأساسية لمؤتمرات Macy في علم التحكم الآلي (1941-1960)، والمجموعة الأخيرة في عمليات المجموعة (1954-1960)، حيث مثل العلوم الاجتماعية والسلوكية. كان مهتمًا بعلاقة هذه المجالات بنظرية المعرفة. ساعد ارتباطه بالمحرر والمؤلف ستيوارت براند على توسيع نفوذه.

## النشأة والتعليم
ولد بيتسون في غرنتتشستر في كامبريدجشير، إنجلترا في 9 مايو عام 1904. كان الابن الثالث والأصغر لـكارولين بياتريس دورهام وعالم الوراثة المرموق ويليام بيتسون. سُمّي بغريغوري نسبةً إلى غريغوري مندل، الراهب الأسترالي مؤسس علم الوراثة الحديث.
التحق بيتسون بمدرسة شارترهاوس بين عامي 1917 و1921، وحصل على شهادة بكالوريوس الآداب في البيولوجيا من كلية سانت جونز في جامعة كامبريدج عام 1925 واستكمل دراسته في كامبريدج بين عامي 1927 و1929. تبعًا لليبسيت (1982)، تأثرت حياته بيتسون كثيرًا بموت شقيقيه. قُتل جون بيتسون (1898 – 1918) وهو الأخ الأكبر بين الأشقاء الثلاثة في الحرب العالمية الأولى. مارتن بيتسون (1900 - 1922) والذي كان متوقعًا أن يحذو حذو والده كعالم، شبّ خلاف بينه وبين أبيه حول طموحه في أن يصبح شاعرًا وكاتبًا مسرحيًا. أدى الضغط وخيبة الأمل في الحب إلى انتحار مارتن علنًا بطلقٍ ناري تحت تمثال أنتيروس في ميدان بيكاديللي في 22 أبريل عام 1922، والذي كان يومها عيد ميلاد جون. بعد هذا الحدث الذي حوّل مأساة عائلة خاصة إلى فضيحة عامة، انصبّت توقعات العائلة الطموحة على عاتق غريغوري.

## مسيرته المهنية
في عام 1928، ألقى بيتسون محاضرات لعلم اللغة في جامعة سيدني. بين عامي 1931 و1937، كان زميلًا في مجلس إدارة كلية سانت جون، كامبريدج. قضى سنواته قبل الحرب العالمية الثانية جنوبي المحيط الهادئ في نيو غينيا وبالي يمارس الأنثروبولوجيا.
في الأربعينيات، ساعد على توسيع علم الأنظمة والسبرانية ليمتد إلى العلوم الاجتماعية والسلوكية. على الرغم من تردده بدايةً في الانضمام إلى أجهزة الاستخبارات، خدم بيستون في مكتب الخدمات الاستراتيجية خلال الحرب العالمية الثانية برفقة مجموعة من علماء الأنثروبولوجيا. خدم في نفس المراكز مع كل من جوليا تشايلد (جوليا ماك ويليامز) وبول كوشينغ تشايلد وآخرين. قضى معظم وقته في الحرب يصمم محطات إذاعية تبث «دعاية سوداء». عُين ضمن العمليات السرية في كل من بورما وتايلاند، وعمل في الصين والهند وسيلان أيضًا. استخدم نظريته «أصل الانشقاق» لنشر الفتنة بين صفوف الجيش المعادي. لم يكن راضيًا عن تجربته التي خاضها في الحرب واختلف مع زوجته فيما إذا كان من المفروض تطبيق العلم على التخطيط الاجتماعي أو استخدامه فقط لتعزيز التفاهم بدلًا من الخصومة.
في بالو آلتو، كاليفورنيا، طوّر بيتسون نظرية الرباط التواصلي المزدوج برفقة كل من زملائه دونالد جاكسون وجاي هايلي وجون ويكلاند فيما عُرف أيضًا باسم مشروع بيتسون (1953 - 1963).
كان بيتسون واحدًا من الأعضاء الأصليين لفريق لمؤتمرات مايسي حول السبرانية (1941 - 1960)، والفرقة اللاحقة لعمليات المجموعة (1954 - 1960)، حيث استعرض العلوم الاجتماعية والسلوكية.
في السبعينيات، درّس في معهد العلوم الإنسانية، الذي أُعيدت تسميته إلى جامعة سيبروك في سان فرانسيسكو، وانضم في عام 1972 إلى كلية كريسج في جامعة كاليفورنيا، سانتا كروز.
في عام 1976، انتُخب زميلًا في الأكاديمية الأمريكية للفنون والعلوم، وعينّنه حاكم ولاية كاليفورنيا واحدًا من أعضاء مجلس جامعة كاليفورنيا، وبقى في منصبه حتى وفاته (على الرغم من لجنة مشاريع البحوث الخاصة عام 1979، معرضًا عمل الجامعة في مجال الأسلحة النووية).
أمضى بيتسون العقد الأخير من حياته مطوّرا ما وراء الابستمولوجيا (نظرية المعرفة) ليجمع بين النماذج المبكرة لتطوير نظرية الأنظمة في مختلف مجالات العلوم.

## روابط خارجية
- جريجوري بيتسون على موقع IMDb (الإنجليزية)
- جريجوري بيتسون على موقع الموسوعة البريطانية (الإنجليزية)
- جريجوري بيتسون على موقع إن إن دي بي (الإنجليزية)
- جريجوري بيتسون على موقع ديسكوغز (الإنجليزية)
- جريجوري بيتسون على موقع قاعدة بيانات الفيلم (الإنجليزية)